# Болеслав Уляновський
Болеслав Уляновський (пол. Bolesław Ulanowski; 1 серпня 1860, Берестя — 27 вересня 1919, Краків) — польський історик права. Професор права Яґеллонського університету (1888—1919), член Академії знань у Кракові (1888).
Досліджував церковне право у Польському королівстві, видавець пам'яток польського права середньовічних часів, член Львівського історичного товариства.